# The International 2022
The International 2022 або The International 11 (скорочено TI11) — одинадцятий розіграш щорічного підсумкового турніру з комп'ютерної гри Dota 2, організований розробником гри компанією Valve. Переможцем турніру стала команда Tundra Esports. 

## Учасники турніру

### Dota Pro Circuit
The International 2022 — завершальний турнір професійного сезону Dota Pro Circuit. Вперше в історії розіграшу турніру він проходив у Південно-Східній Азії, а саме в Сінгапурі. У турнірі брали участь 20 найкращих колективів світу за підсумками регулярного сезону та регіональних кваліфікацій.
У серпні 2022 року визначилось дванадцять перших учасників The International, які набрали найбільшу кількість очок за підсумком сезону Dota Pro Circuit.

### Регіональні кваліфікації
Шість прямих «інвайтів» на фінальну частину отримали переможці регіональних кваліфікацій, що пройшли з 3 по 17 вересня 2022 року в Китаї, Південно-Східній Азії, СНД, Північній та Південній Америці, а також у Європі. 12 команд, які посіли 2-3 місце в регіональних відбіркових турнірах, запросили до Сінгапуру на так звану «кваліфікацію останнього шансу» (англ. Last Chance), де було розіграно ще дві путівки до групового етапу The International 2022.

### Кваліфікація останнього шансу
Матчі «кваліфікації останнього шансу» відбулися з 8 по 12 жовтня. 12 команд було розподілено на дві групи, які зіграли між собою у форматі «best of 2». Перші чотири команди з кожної групи потрапляли до верхньої сітки плей-оф за схемою double elimination, а останні дві — до нижньої. Груповий етап із найкращими результатами закінчили Natus Vincere (дві перемоги, три нічиї) та Team Liquid (три перемоги, дві нічиї). У плейоф без поразок виступили Team Secret, вигравши фінал віннерів та отримавши першу путівку до основної стадії The International. Переможцем нижньої сітки та володарем другої путівки до TI11 стали гравці Team Liquid. Таким чином, обидва вакантні слоти отримали представники Західної Європи.
Список учасників турніру
1. PSG.LGD
2. OG
3. Team Spirit
4. beastcoast
5. Team Aster
6. Thunder Awaken
7. BOOM Esports
8. TSM
9. Tundra Esports
10. Gaimin Gladiators
11. Evil Geniuses
12. Fnatic
13. Soniqs *
14. Hokori *
15. Entity *
16. BetBoom Team *
17. Royal Never Give Up *
18. Talon Esports *
19. Team Secret **
20. Team Liquid **

* — переможці регіональних кваліфікацій; ** — переможці «кваліфікації останнього шансу»
На думку букмекерських компаній, головними претендентами на перемогу в The International 2022 вважались фіналісти минулорічного розіграшу PSG.LGD, чинні переможці Team Spirit та дворазові чемпіони турніру OG. Оператор Betway приймав ставки на перемогу команд з коефіцієнтами 3,0 (PSD.LGD), 5,50 (Team Spirit) та 6,50 (OG). У Bet365 на лідерів були схожі коефіцієнти (4,5 на PSG.LGD та Team Spirit, 6,0 на OG), але також високо оцінювали шанси Evil Geniuses (6,0) та Royal Never Give Up (7,0).

## Перебіг турніру

### Груповий етап (15-18 жовтня)
Матчі групового етапу відбулися з 15 по 18 жовтня 2022 року. Двадцять колективів було розподілено на дві групи, де кожна команда зіграла з кожною в форматі «best of 2». Чотири кращих команди з кожної групи (1-4 місце) потрапляли до верхньої сітки основних змагань, наступні чотири (5-8 місце) — до нижньої, а дві останні команди з кожної групи (9-10 місце) залишали турнір.
Після першого ігрового дня лідерство в групі A захопили Evil Geniuses, які завершили три матчі перемогами (6-0 по картах). У групі B чотири колективи ділили перше місце: Team Aster, Team Secret, Team Spirit та Thunder Awaken. Несподіванкою став виступ фіналістів минулорічного турніру та головних фаворитів PSG.LGD: вони не виграли жодного матчу, двічі зігравши внічию і програвши EG. Головним невдахою першого дня змагань став колектив BetBoom Team, який програв всі три зустрічі.
Другий день пройшов під знаком домінації китайських колективів. Royal Never Give Up очолили таблицю в групі A, вигравши всі свої зустрічі та обійшовши Evil Geniuses. У групі B лідерство захопили Team Aster, а на другу сходинку піднялись представники Tundra Esports. Останні місця в групах посіли BetBoom Team, Soniqs (група A), beastcost та Talon Esports (група B), які за п'ять ігор спромоглися лише двічі зіграти внічию, програвши решту матчів.
Третій день групового етапу приніс лідерам групи A діаметрально протилежні результати. Royal Never Give Up програли всі три гри, ймовірно, через позитивні COVID-19 тести, які здали чотири з п'яти китайських гравців. Evil Genuises, навпаки, одержали три перемоги та забезпечили собі перше місце у групі. Щодо групи B, в ній лідерство захопила команда Tundra Esports.
У завершальний день групового етапу визначились всі учасники плей-оф. Окрім останніх запланованих матчів, в обох групах було проведено тай-брейки між командами, що набрали рівну кількість очок. В групі A BOOM Esports пройшли до нижньої сітки після перемог над Soniqs та Betboom, які завершили виступи на турнірі. В групі B Entity подолали Talon Esports, пройшовши в плей-оф, а останні залишили турнір разом із TSM.
| №  | Команда             | О  | В-Н-П | К    | Форма команд |
| -- | ------------------- | -- | ----- | ---- | ------------ |
| 1  | Evil Geniuses       | 14 | 7-0-2 | 14-4 | ■            |
| 2  | Team Liquid         | 13 | 5-3-1 | 13-5 | ■            |
| 3  | PSG.LGD             | 12 | 4-4-1 | 12-6 | ■            |
| 4  | OG                  | 10 | 4-2-3 | 10-8 | ■            |
| 5  | Hokori              | 9  | 2-5-2 | 9-9  | ■            |
| 6  | Royal Never Give Up | 9  | 4-1-4 | 9-9  | ■            |
| 7  | Gaimin Gladiators   | 8  | 2-4-3 | 8-10 | ■            |
| 8  | BOOM Esports        | 5  | 1-3-5 | 5-13 | ■            |
| 9  | Soniqs              | 5  | 1-3-5 | 5-13 | ■            |
| 10 | BetBoom Team        | 5  | 0-5-4 | 5-13 | ■            |

| №  | Команда        | О  | В-Н-П | К    | Форма команд |
| -- | -------------- | -- | ----- | ---- | ------------ |
| 1  | Tundra Esports | 14 | 5-4-0 | 14-4 | ■            |
| 2  | Team Secret    | 13 | 5-3-1 | 13-5 | ■            |
| 3  | Thunder Awaken | 10 | 2-6-1 | 10-8 | ■            |
| 4  | Team Aster     | 10 | 3-4-2 | 10-8 | ■            |
| 5  | Fnatic         | 9  | 3-3-3 | 9-9  | ■            |
| 6  | Team Spirit    | 9  | 1-7-1 | 9-9  | ■            |
| 7  | beastcoast     | 8  | 2-4-3 | 8-10 | ■            |
| 8  | Entity         | 6  | 1-4-4 | 6-12 | ■            |
| 9  | Talon Esports  | 6  | 2-2-5 | 6-12 | ■            |
| 10 | TSM            | 5  | 0-5-4 | 5-13 | ■            |

 1-4  команди в групі потрапляють до верхньої сітки плейоф;  5-8  — до нижньої сітки;  9-10  — залишають турнір.

### Плей-оф (20-23 жовтня)

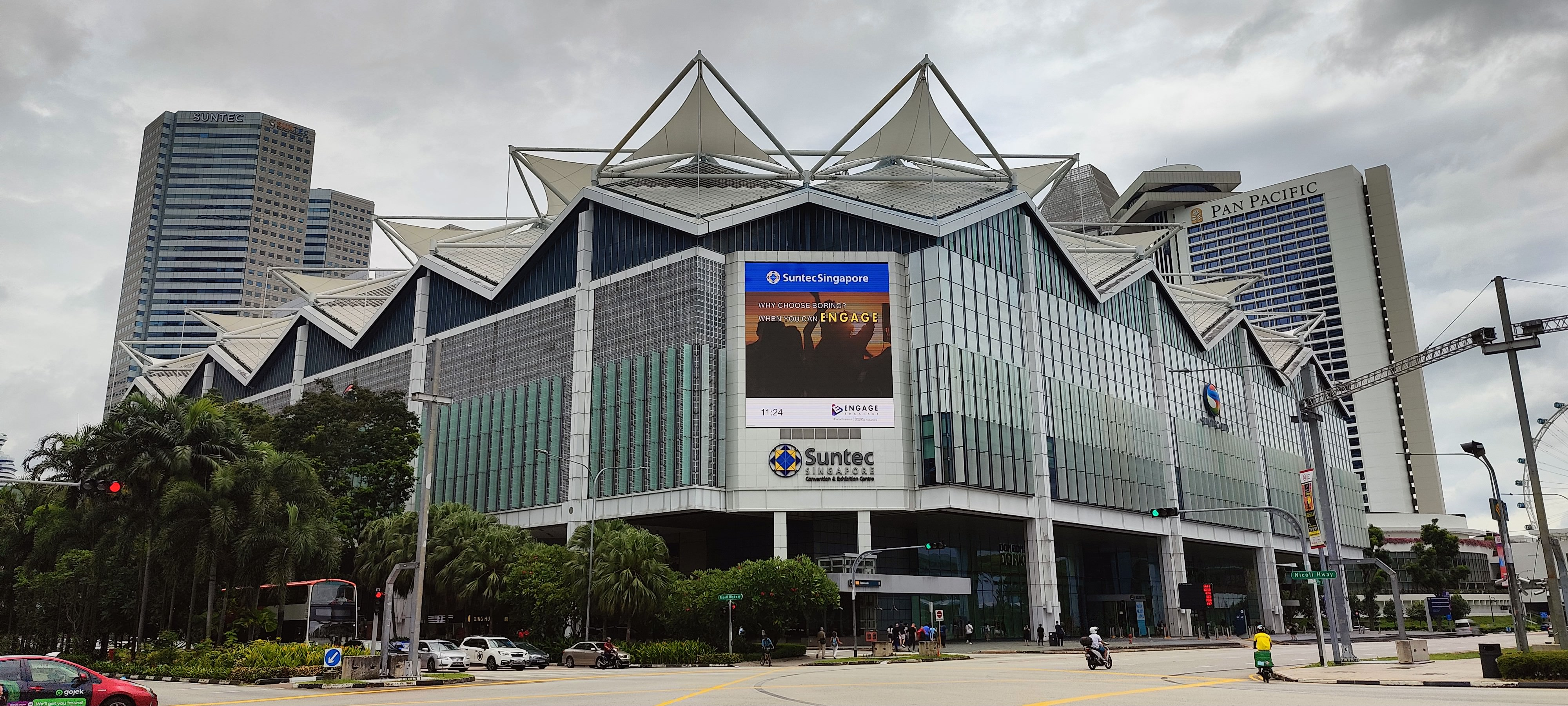
Suntec City, Сінгапур

Стадія плей-оф турніру складалась з двох етапів. Перший з них (Main Event, укр. Основні змагання) проходив з 20 по 23 жовтня в сінгапурському виставковому центрі Suntec City. Завершальні зустрічі The International 2022 (Final Weekend, укр. Фінальний уїк-енд) відбувались на критому стадіоні Singapore Indoor Stadium 29-30 жовтня.
У перший ігровий день у верхній сітці впевнені перемоги з рахунком 2:0 одержали Team Secret та Thunder Awaken, які обіграли PSG.LGD та Evil Geniuses. У нижній сітці відбулись перші матчі навиліт. Найбільшою несподіванкою стала поразка чинних чемпіонів The International 2021 Team Spirit, які поступились BOOM Esports. З-поміж інших матчів виділялась гра Royal Never Give Up та Entity, яка закінчилась перемогою європейського колективу, та встановила декілька рекордів за всю історію плей-оф The International, включаючи тривалість матчу (107 хвилин). Також у цій грі п'ятірці гравців Entity на сцені протистояв лише один китайський гравець «xNova»: його партнери по RNG грали зі своїх кімнат через COVID-19, а їхні місця на сцені посіли плюшеві ведмедики.
Другий день плей-оф також не обійшовся без несподіванок: турнір залишили одні з фаворитів Evil Geniuses, поступившись beastcost, а в нижню сітку після програшу Tundra Esports опустився колектив OG. Окрім цього, свій матч навиліт програли BOOM Esports, автори головної сенсації попереднього дня, а свій шлях верхньою сіткою продовжили китайці з Team Aster.
За результатами третього дня визначились учасники «фіналу вінерів», які забезпечили собі місця в трійці найкращих команд турніру: європейці з Team Secret, за яких виступав українець Роман Фомінок («Resolut1ion»), та Tundra Esports. Своєю чергою, програли вирішальні зустрічі в нижній сітці та остаточно залишили турнір Gaming Gladiators та Entity; в обох зустрічах вперше за плейоф для визначення переможця знадобилось по три карти (усі матчі двох попередніх днів закінчувались з рахунком 1:0 або 2:0).
23 жовтня відбулись чотири завершальні матчі нижньої сітки перед тижневою перервою. За їхніми підсумками турнір залишили спочатку beastcoast та OG, а потім — PSG.LGD та Thunder Awaken, які поступилися відповідно Team Aster та Team Liquid. Найбільш драматичною вийшла кінцівка зустрічі між Thunder Awaken та Team Liquid, в якій південноамериканська команда не втримала велику перевагу та дозволила супротивникам «зламати трон».

### Плей-оф (29-30 жовтня)

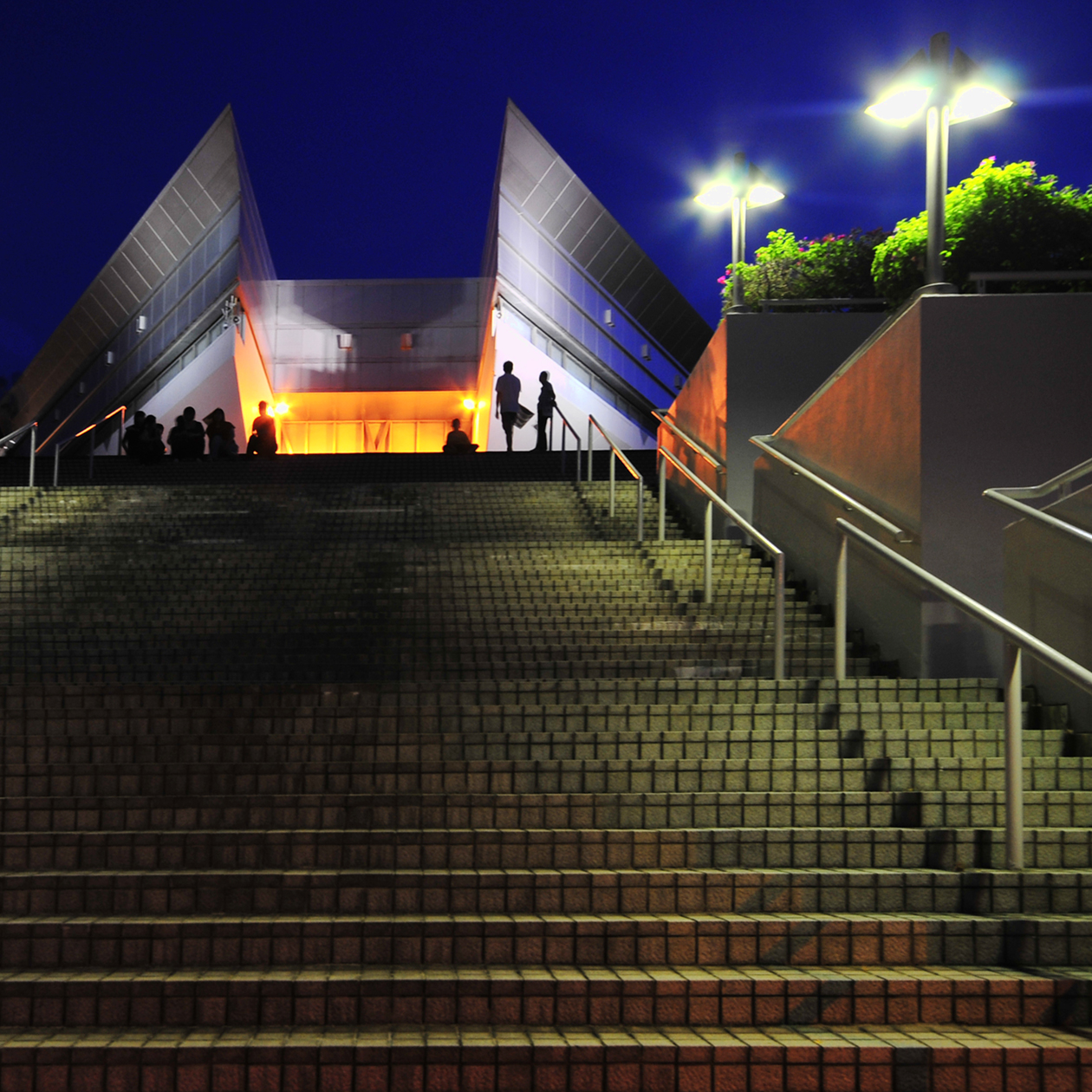
Вхід до Сингапурського критого стадіону

У перший день фінального вікенду відбулися дві зустрічі. Спочатку на сцену критого стадіону Сінгапура вийшли півфіналісти нижньої сітки Team Liquid та Team Aster. Сильнішим виявився європейський колектив, а Team Aster залишили турнір, отримавши за четверте місце 1,1 млн доларів призових. У фіналі верхньої сітки Tundra Esports перемогла Team Spirit з рахунком 2:1, і стала першим гранд-фіналістом турніру.
Останній день турніру розпочався з фіналу переможених, в якому зустрічалися Team Liquid та Team Secret. Team Liquid поступились на трьох картах, посівши третє місце турніру та отримавши 1,7 млн доларів. Здобувши перемогу, команда Клемента Іванова отримала можливість поквитатися з Tundra Esports за поразку напередодні. Проте захоплюючого гранд-фіналу не вийшло: Tundra Esports, які не програли за весь турнір жодної серії, знову виявились сильнішими, вигравши гранд-фінал з рахунком 3:0 та вперше в історії отримавши Егіду Чемпіонів, фізичний трофей, який вручається переможцям The International. Чемпіонами в складі Tundra Esports стали словак Олівер Лепко («skiter»), німець Леон Кирилін («Nine»), ізраїльтянин Нета Шапіра («33»), македонець Мартін Саздов («Saksa») та американець У Цзиньцзюнь («Sneyking»); тренер — Кертіс Лін («Aui_2000»), який у 2015 році вигравав The International в складі Evil Geniuses. Team Secret, які стали другими, отримали 2,5 млн доларів, а гравці Tundra Esports — 8,5 млн доларів.
| 1 раунд | 1 раунд           | 1 раунд |  |  | 2 раунд        | 2 раунд           | 2 раунд |  |  | 3 раунд        | 3 раунд | 3 раунд |  |  | Фінал вінерів  | Фінал вінерів | Фінал вінерів |  |  |         |             |         |  |  |               |               |               |  |  | Гранд-фінал    | Гранд-фінал | Гранд-фінал | Гранд-фінал |  |  |
|         |                   |         |  |  |                |                   |         |  |  |                |         |         |  |  |                |               |               |  |  |         |             |         |  |  |               |               |               |  |  |                |             |             |             |  |  |
|         |                   |         |  |  |                |                   |         |  |  |                |         |         |  |  |                |               |               |  |  |         |             |         |  |  |               |               |               |  |  |                |             |             |             |  |  |
|         |                   |         |  |  |                | Evil Geniuses     | 0       |  |  |                |         |         |  |  |                |               |               |  |  |         |             |         |  |  |               |               |               |  |  |                |             |             |             |  |  |
|         |                   |         |  |  | Thunder Awaken | 2                 |         |  |  |                |         |         |  |  |                |               |               |  |  |         |             |         |  |  |               |               |               |  |  |                |             |             |             |  |  |
|         |                   |         |  |  |                |                   |         |  |  | Thunder Awaken | 0       |         |  |  |                |               |               |  |  |         |             |         |  |  |               |               |               |  |  |                |             |             |             |  |  |
|         |                   |         |  |  |                |                   |         |  |  | Team Secret    | 2       |         |  |  |                |               |               |  |  |         |             |         |  |  |               |               |               |  |  |                |             |             |             |  |  |
|         |                   |         |  |  |                | Team Secret       | 2       |  |  |                |         |         |  |  |                |               |               |  |  |         |             |         |  |  |               |               |               |  |  |                |             |             |             |  |  |
|         |                   |         |  |  | PSG.LGD        | 0                 |         |  |  |                |         |         |  |  |                |               |               |  |  |         |             |         |  |  |               |               |               |  |  |                |             |             |             |  |  |
|         |                   |         |  |  |                |                   |         |  |  |                |         |         |  |  |                | Team Secret   | 1             |  |  |         |             |         |  |  |               |               |               |  |  |                |             |             |             |  |  |
|         |                   |         |  |  |                |                   |         |  |  |                |         |         |  |  | Tundra Esports | 2             |               |  |  |         |             |         |  |  |               |               |               |  |  |                |             |             |             |  |  |
|         |                   |         |  |  |                | Tundra Esports    | 2       |  |  |                |         |         |  |  |                |               |               |  |  |         |             |         |  |  |               |               |               |  |  |                |             |             |             |  |  |
|         |                   |         |  |  | OG             | 0                 |         |  |  |                |         |         |  |  |                |               |               |  |  |         |             |         |  |  |               |               |               |  |  |                |             |             |             |  |  |
|         |                   |         |  |  |                |                   |         |  |  | Tundra Esports | 2       |         |  |  |                |               |               |  |  |         |             |         |  |  |               |               |               |  |  |                |             |             |             |  |  |
|         |                   |         |  |  |                |                   |         |  |  | Team Aster     | 0       |         |  |  |                |               |               |  |  |         |             |         |  |  |               |               |               |  |  |                |             |             |             |  |  |
|         |                   |         |  |  |                | Team Liquid       | 0       |  |  |                |         |         |  |  |                |               |               |  |  |         |             |         |  |  |               |               |               |  |  |                |             |             |             |  |  |
|         |                   |         |  |  | Team Aster     | 2                 |         |  |  |                |         |         |  |  |                |               |               |  |  |         |             |         |  |  |               |               |               |  |  |                |             |             |             |  |  |
|         |                   |         |  |  |                |                   |         |  |  |                |         |         |  |  |                |               |               |  |  |         |             |         |  |  |               |               |               |  |  |                |             |             |             |  |  |
|         |                   |         |  |  |                |                   |         |  |  |                |         |         |  |  |                |               |               |  |  |         |             |         |  |  |               |               |               |  |  |                |             |             |             |  |  |
| 1 раунд | 1 раунд           | 1 раунд |  |  | 2 раунд        | 2 раунд           | 2 раунд |  |  | 3 раунд        | 3 раунд | 3 раунд |  |  | 4 раунд        | 4 раунд       | 4 раунд       |  |  | 5 раунд | 5 раунд     | 5 раунд |  |  | Фінал лузерів | Фінал лузерів | Фінал лузерів |  |  | Tundra Esports | 3           |             |             |  |  |
|         |                   |         |  |  |                |                   |         |  |  |                |         |         |  |  |                |               |               |  |  |         |             |         |  |  |               |               |               |  |  |                | Team Secret | 0           |             |  |  |
|         | Hokori            | 0       |  |  |                | Evil Geniuses     | 0       |  |  |                |         |         |  |  |                |               |               |  |  |         |             |         |  |  |               |               |               |  |  |                |             |             |             |  |  |
|         | beastcoast        | 1       |  |  |                | beastcost         | 2       |  |  |                |         |         |  |  |                |               |               |  |  |         |             |         |  |  |               |               |               |  |  |                |             |             |             |  |  |
|         |                   |         |  |  |                |                   |         |  |  | beastcoast     | 1       |         |  |  | Team Aster     | 2             |               |  |  |         |             |         |  |  |               |               |               |  |  |                |             |             |             |  |  |
|         |                   |         |  |  |                |                   |         |  |  | PSG.LGD        | 2       |         |  |  | PSG.LGD        | 0             |               |  |  |         |             |         |  |  |               |               |               |  |  |                |             |             |             |  |  |
|         | Team Spirit       | 0       |  |  |                | PSG.LGD           | 2       |  |  |                |         |         |  |  |                |               |               |  |  |         |             |         |  |  |               |               |               |  |  |                |             |             |             |  |  |
|         | BOOM Esports      | 1       |  |  |                | BOOM Esports      | 0       |  |  |                |         |         |  |  |                |               |               |  |  |         |             |         |  |  |               |               |               |  |  |                |             |             |             |  |  |
|         |                   |         |  |  |                |                   |         |  |  |                |         |         |  |  |                |               |               |  |  |         | Team Aster  | 1       |  |  |               | Team Secret   | 2             |  |  |                |             |             |             |  |  |
|         |                   |         |  |  |                |                   |         |  |  |                |         |         |  |  |                |               |               |  |  |         | Team Liquid | 2       |  |  |               | Team Liquid   | 1             |  |  |                |             |             |             |  |  |
|         | Fnatic            | 0       |  |  |                | OG                | 2       |  |  |                |         |         |  |  |                |               |               |  |  |         |             |         |  |  |               |               |               |  |  |                |             |             |             |  |  |
|         | Gaimin Gladiators | 1       |  |  |                | Gaimin Gladiators | 1       |  |  |                |         |         |  |  |                |               |               |  |  |         |             |         |  |  |               |               |               |  |  |                |             |             |             |  |  |
|         |                   |         |  |  |                |                   |         |  |  | OG             | 0       |         |  |  | Thunder Awaken | 1             |               |  |  |         |             |         |  |  |               |               |               |  |  |                |             |             |             |  |  |
|         |                   |         |  |  |                |                   |         |  |  | Team Liquid    | 2       |         |  |  | Team Liquid    | 2             |               |  |  |         |             |         |  |  |               |               |               |  |  |                |             |             |             |  |  |
|         | RNG               | 0       |  |  |                | Team Liquid       | 2       |  |  |                |         |         |  |  |                |               |               |  |  |         |             |         |  |  |               |               |               |  |  |                |             |             |             |  |  |
|         | Entity            | 1       |  |  |                | Entity            | 1       |  |  |                |         |         |  |  |                |               |               |  |  |         |             |         |  |  |               |               |               |  |  |                |             |             |             |  |  |